# Kællingeknude
En kællingeknude er et råbåndsknob bundet forkert. Ved at man gør det forkert er det bl.a. sværere at få op efter belastning og de holder ikke så godt som et råbåndsknob.
Ved et råbåndsknob laver man to halvknuder omvendt af hinanden, men ved en kællingeknude laver man de to halvknuder ens, hvilket er derfor folk let bliver snydt. 
Man er ikke i tvivl, hvis man har bundet et råbåndsknob forkert. Ved råbåndsknobet vil enderne komme til at ligge parallelt med sig selv, når man strammer, mens de ved en kællingeknude vil komme til at ligge ud i en ret vinkel (som et kryds).